# Wybory prezydenckie w Rosji w 2000 roku

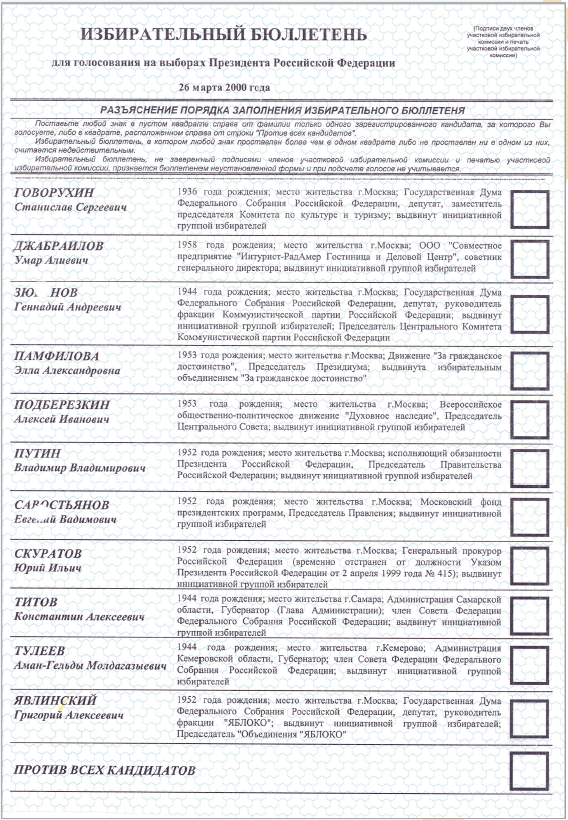
Karta do głosowania w wyborach prezydenckich w Rosji w dniu 26 marca 2000 r.

Wybory prezydenckie w Rosji w 2000 roku odbyły się 26 marca 2000 roku. Wybory zostały rozpisane po tym jak urzędujący prezydent Borys Jelcyn zrezygnował z piastowanej funkcji w dniu 31 grudnia 1999 roku. Następcą Jelcyna i zwycięzcą wyborów został urzędujący wówczas premier Władimir Putin.
Z 33 nominowanych w komisji wyborczej kandydatów zarejestrowało się 12, a w wyborach wzięło udział 11 kandydatów. Głosowanie prezydenckie miało się odbyć również w Czeczenii, mimo że w tym regionie Rosji toczyły się walki zbrojne. Decyzja ta wywołała spore kontrowersje wśród międzynarodowych obserwatorów. Oprócz tego niezależni obserwatorzy zauważyli nierówność dostępu do mediów oraz zamykanie niezależnych źródeł informacji takich jak prywatne telewizje, przez co nie wszyscy kandydaci mieli równe szanse.
Państwowa telewizja ORT przeprowadziła serię kampanii wyborczych, które były wymierzone przeciwko liderowi opozycyjnej partii Jabłoko, Grigorijowi Jawlińskiemu. Oprócz tego Putin nie pozwolił na użycie mediów publicznych przez niektórych kandydatów oraz nie brał udziału w żadnej z debat politycznych. Eksperci polityczni uważają, że ten fakt mógł być decydującą przyczyną jego zwycięstwa w pierwszej rundzie wyborów prezydenckich.

## Wyniki
Wybory prezydenckie w pierwszej turze przy frekwencji wyborczej 68,64% wygrał niezależny kandydat Władimir Putin uzyskawszy 53,44% ważnie oddanych głosów.
| Kandydat               | Partia         | Głosy      | %      |
| ---------------------- | -------------- | ---------- | ------ |
| Władimir Putin         | Niezależny     | 39 740 467 | 53,44% |
| Giennadij Ziuganow     | KPFR           | 21 928 468 | 29,49% |
| Grigorij Jawliński     | Jabłoko        | 4 351 450  | 5,85%  |
| Aman Tulejew           | Niezależny     | 2 217 364  | 2,98%  |
| Władimir Żyrinowski    | LDPR           | 2 026 509  | 2,72%  |
| Konstantin Titow       | Niezależny     | 1 107 269  | 1,49%  |
| Ełła Pamfiłowa         | FCD            | 758 967    | 1,02%  |
| Stanisław Goworuchin   | Niezależny     | 328 723    | 0,44%  |
| Jurij Skuratow         | Niezależny     | 319 189    | 0,43%  |
| Aleksiej Podbieriozkin | Niezależny     | 98 177     | 0,13%  |
| Umar Dżabraiłow        | Niezależny     | 78 498     | 0,11%  |
| głosy nieważne         | głosy nieważne | 701 016    |        |
| na nikogo              | na nikogo      | 1 414 673  | 1,90%  |
| Razem                  | Razem          | 75 070 770 | 100%   |